# Pegylis burgeoni
Pegylis burgeoni är en skalbaggsart som beskrevs av Decelle 1968. Pegylis burgeoni ingår i släktet Pegylis och familjen Melolonthidae. Inga underarter finns listade i Catalogue of Life.